# Led Zeppelin Jam
Led Zeppelin Jam er et dansk kopiband, som spiller coverversioner af Led Zeppelin-sange. Jam-bandet har indtil videre udgivet 3 cd'er og optrådt til mange koncerter og festivaler rundt omkring i Danmark – bl.a. Roskilde Festival i 1993.
18. december 2000 spillede Led Zeppelin Jam det, der skulle have været deres afskedskoncert i Pumpehuset i København. 
I anledning af kronprinsens bryllup i 2004 med den australske Mary Donaldson blev der 7. maj afholdt Rock N Royal i Parken og efter kronprinsens ønske blev Led Zeppelin Jam inviteret til at optræde – hvilket de så gjorde.[kilde mangler] Siden da har Led Zeppelin Jam fortsat deres samarbejde, og optræder stadig.
Den 7. september 2008 optrådte bandet på Egegård Skole i Gladsaxe for at markere 40 års dagen for Led Zeppelins verdenspremiere den 7. september 1968 i Gladsaxe Teen Club, en koncert, der blev afholdt på Egegård Skole.
Led Zeppelin Jam udmærker sig ved at have to trommeslagere, som ikke kun spiller sammen, men også spiller op mod hinanden.

## Diskografi
- 1994: Live 10/1 - 94

## Medlemmer
- Alex Nyborg Madsen (vokal)
- Martin Schwerin (guitar)
- Henrik Tvede (guitar)
- Henrik SP Poulsen (bas)
- Lars Mitch Fischermann (trommer)
- Peter Andersen (trommer)